# Božidar Longin
Božidar Longin – (ur. 17 listopada 1960 w Zadarze) – chorwacki leśnik i samorządowiec, od 2017 roku żupan żupanii zadarskiej.

## Życiorys
Jest synem mechanika samochodowego, Antego i pielęgniarki, Daniki z domu Kukuruzović. Szkołę podstawową oraz liceum ukończył w Zadarze. W 1986 roku ukończył studia na Wydziale Leśnym uniwersytetu w Zadarze. Na tym samym wydziale ukończył specjalizację z zakresu architektury krajobrazu. Pracował w ramach własnej działalności gospodarczej. W 1991 roku został ochotnikiem w ramach wojny ojczyźnianej. Walczył w obronie Zadaru, został emerytowanym oficerem armii chorwackiej w stopniu kapitana. Po wojnie został został kierownikiem Leśnictwa Zadar. W latach 2004–2012 pracował w Lasach Państwowych w Zagrzebiu, najpierw jako asystent, a następnie jako członek Zarządu.
Od 2001 do 2015 roku był wiceprezesem Chorwackiego Związku Koszykówki. W 2016 roku został prezesem Rady Administracyjnej Zarządu Portu Zadar. W 2018 roku został członkiem Rady Administracyjnej Wód Chorwackich.

### Działalność polityczna
Dołączył do Chorwackiej Wspólnoty Demokratycznej (HDZ). W latach 1997–2001 pełnił funkcję zastępcy żupana żupanii zadarskiej. Następnie do 2004 roku był członkiem zarządu żupanii W maju 2013 roku powrócił na stanowisko zastępcy żupana.
W wyborach samorządowych w 2017 roku został wybrany żupanem zadarskim. Swoją funkcję objął 1 czerwca tego samego roku. W wyborach samorządowych w 2021 roku uzyskał reelekcję.

## Życie prywatne
Jest żonaty, para wychowuje dwójkę dzieci. Deklaruje znajomość języków chorwackiego, angielskiego i włoskiego.

## Odznaczenia
- Order Chorwackiej Plecionki[2]
- Order Chorwackiej Koniczyny[2]
- Medal Wdzięczności Ojczyzny[2]